# طراحی اسکاندیناوی

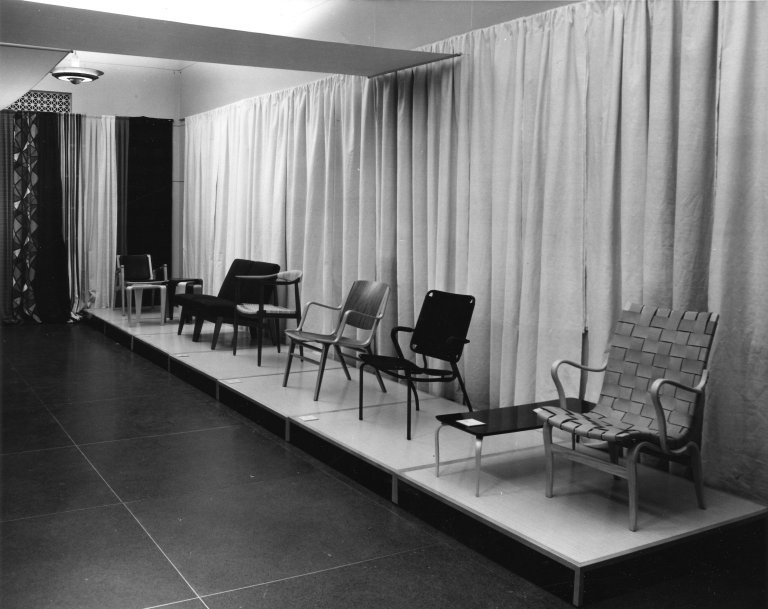
نمایشگاه «طراحی در اسکاندیناوی»، موزۀ بروکلین در سال ۱۹۵۴ میلادی، مبلمان «مدرن اسکاندیناوی» را در بازار آمریکا عرضه کرد

طراحی اسکاندیناوی (به انگلیسی: Scandinavian Design) یک جنبش طراحی است که با سادگی، مینیمالیسم و عملکرد مشخص می‌شود که در اوایل قرن بیستم ظهور کرد و متعاقباً در دهۀ ۱۹۵۰ میلادی در سراسر پنج کشور شمال اروپا: دانمارک، فنلاند، نروژ، سوئد و ایسلند شکوفا شد.
طراحان اسکاندیناویایی به ویژه برای کالاهای خانگی از جمله مبلمان، منسوجات، سرامیک، لامپ و شیشه شناخته شده‌اند، اما طراحی اسکاندیناویایی به طراحی صنعتی محصولاتی چون: لوازم الکترونیکی مصرفی، تلفن‌های همراه و خودروها نیز گسترش یافته‌ است.

## بررسی اجمالی

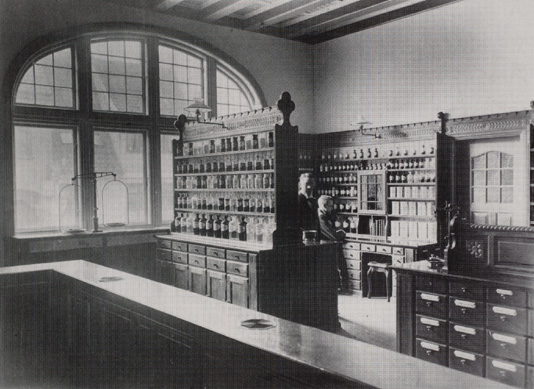
اسکونویرکه (Skønvirke) در معماری: داروخانۀ قو راسکیله (۱۸۹۹)

در سال ۱۹۱۴ میلادی، انجمن هنرهای تزئینی دانمارکی (شرکت هنرهای تزئینی) مجلۀ اسکونویرکه [دانمارکی] (به معنای واقعی کلمه «کار برازنده») خود را راه‌اندازی کرد. عنوان آن به نام سبک جدید دانمارکی از هنرها و صنایع دستی، هم در اشیاء و هم در معماری، برای رقابت با هنر نو و یوگنداشتیل تبدیل شد.
از دهۀ ۱۹۳۰ میلادی، طراحانی مانند آلوار آلتو (معماری، مبلمان، منسوجات)، آرنه یاکوبسن (صندلی)، بورگه موگنسن (مبلمان)، هنس جی. وگنر (صندلی)، ورنر پنتون (صندلی‌های پلاستیکی)، پوئل هنینگسن (چراغ‌ها)، و مایا ایسولا (منسوجات چاپی) به ایجاد «عصر طلایی طراحی اسکاندیناوی» کمک کردند.
هنرمندان نساجی اسکاندیناویایی در اوایل قرن بیستم برای تابلو فرش‌های گره‌دار خود شناخته شدند، در حالی که منسوجات اسکاندیناویایی با رنگ‌های روشن پس از جنگ جهانی دوم در سراسر جهان غرب رایج شدند.
جایزۀ لونینگ، که بین سال‌های ۱۹۵۱ و ۱۹۷۰ میلادی به طراحان برجستۀ اسکاندیناوی اعطاء شد، در تبدیل طراحی اسکاندیناوی به یک کالای شناخته شده و تعریف مشخصات آن بسیار مؤثر بود.
در سال ۱۹۵۴ میلادی، موزۀ بروکلین نمایشگاه «طراحی در اسکاندیناوی» خود را برگزار کرد و مُد مبلمان «مدرن اسکاندیناوی» در آمریکا آغاز شد. طراحی اسکاندیناوی به هیچ وجه محدود به مبلمان و کالاهای خانگی نیست. بلکه در طراحی صنعتی محصولاتی مانند: لوازم الکترونیکی مصرفی، تلفن‌های همراه، و خودروها نیز اعمال شده‌ است.
مفهوم طراحی اسکاندیناوی از دهۀ ۱۹۵۰ میلادی موضوع بحث‌های علمی، نمایشگاه‌ها و برنامه‌های بازاریابی بوده‌ است. بسیاری بر ایده‌آل‌های طراحی دموکراتیک تأکید می‌کنند که موضوع اصلی جنبش بود و در لفاظی پیرامون طراحی معاصر اسکاندیناوی و بین‌المللی منعکس شده‌ است. با این حال، دیگران استقبال از طراحی اسکاندیناوی را در خارج از کشور تحلیل کرده‌اند و در آن نوعی اسطوره‌سازی و سیاست نژادی می‌بینند.